# Aleksandar Mesarović
Aleksandar Mesarović (in serbo Александар Месаровић?; Krčedin, 27 settembre 1998) è un calciatore serbo, centrocampista dell'ML Vicebsk.

## Caratteristiche tecniche
È un trequartista.

## Carriera

### Club
Cresciuto nelle giovanili del Vojvodina, ha esordito in prima squadra il 29 giugno 2017 in occasione del match di UEFA Europa League vinto 2-1 contro il Ružomberok.

### Nazionale
Ha giocato nella nazionale serba Under-21.